# Organización de Monárquicos Polacos
La Organización de Monárquicos Polacos (Organizacja Monarchistów Polskich) es una asociación polaca fundada el 16 de noviembre de 1989 que defiende la restauración de una monarquía católica en Polonia. Buena parte de sus miembros son católicos tradicionalistas.
Desde su fundación, su presidente es Adrian Nikiel, militante del partido Unión de la Política Real (actualmente asociado al Congreso de la Nueva Derecha). Entre 1999 y 2011 el presidente de su Corte de Honor fue Norbert Wójtowicz. El profesor Jacek Bartyzel, estudioso del carlismo, y Tomasz Gabiś son miembros honorarios de la organización. El eurodiputado y político del Congreso de la Nueva Derecha Robert Iwaszkiewicz es miembro ordinario.
La OMP difunde su pensamiento legitimista a través de su sitio web Portal Legitymistyczny (legitymizm.org) y su boletín Rojalista - Pro Patria. También ha publicado una serie de libros y folletos de Jacek Bartyzel, Artur Ławniczak y Norbert Wójtowicz. En 2009 la OMP estableció dos condecoraciones: la Cruz del Jubileo y la Cruz del Príncipe San Casimiro.